# کارن کرافت
کارن کرافت (انگلیسی: Karen Kraft؛ زادهٔ may ۳, ۱۹۶۹ (۵۶ سال)) ورزشکار روئینگ اهل ایالات متحده آمریکا است.
وی در مسابقات کشوری و بین‌المللی در مجموع برندهٔ ۳ مدال نقره، ۱ مدال برنز شده‌است.